# Eustachy Grothus
Eustachy Grothus (Grotus, Grotuz, Grothaus, Grothauzen) herbu Grothus (ur. 1792 lub 1793 w Trzebieniu, zm. 10/11 lipca 1858 w Paryżu) – podpułkownik Wojska Polskiego.

## Życiorys
Urodzony w rodzinie ziemiańskiej pochodzącej z Inflant. Mając 17 lat, wstąpił jako ochotnik do guidów księcia Józefa Poniatowskiego. Jako podporucznik przeszedł do 17. Pułku Piechoty Księstwa Warszawskiego. W roku 1811 porzucił wojsko i osiadł na roli. W 1812 był organizatorem pospolitego ruszenia. W Królestwie Kongresowym był radcą wojewódzkim. 
W czasie powstania listopadowego, 30 grudnia 1830 r., otrzymał od gen. Jana Skrzyneckiego patent na zorganizowanie ochotniczego Batalionu Sandomierskich Strzelców Celnych. Przystąpił do formowania tego oddziału w Radomiu i w Warszawie. 
Rozlokowany wzdłuż Wisły na południe od Warszawy batalion ten przyczynił się do zlikwidowania prób zniszczenia mostu w stolicy przez wojska rosyjskie. 5 czerwca 1831 oddział otrzymał rozkaz przejścia na prawy brzeg Wisły i rozwinięcia tam działań partyzanckich. W maju Grothus został przydzielony do korpusu gen. Wojciecha Chrzanowskiego, skierowanego na Lublin i Zamość. W czasie walk odznaczony został Krzyżem Złotym Orderu Virtuti Militari. Brał udział w wielu bitwach, m.in. pod Wieprzowym Jeziorem, gdzie stawił opór znaczniejszym siłom rosyjskim z korpusu gen. Teodora Rüdigera. W początkach sierpnia batalion przerzucono na lewy brzeg Wisły i oddano pod rozkazy gen. Samuela Różyckiego. Brał udział w wielu bitwach.
Po upadku powstania Grothus przeszedł do Galicji. Po 1833 osiadł na stałe we Francji. Był członkiem Towarzystwa Demokratycznego Polskiego, a od 1838 do 1843 – Klubu Polskiego. Pochowany na Cmentarzu Montmartre.